# تور دوچرخه‌سواری خنت–ویووخم
تور دوچرخه‌سواری خنت–ویووخم (انگلیسی: Gent–Wevelgem) یک تور دوچرخه‌سواری در کشور بلژیک است.
این تور که در منطقه فلاندر برگزار می‌شود از سال ۱۹۳۴ تاکنون سالانه به صورت یک روزه انجام می‌شود.

## قهرمانی بر پایه کشور
| قهرمانی | کشور |
| ------- | --- |
| ۴۸      | بلژیک                                                                                                   |
| ۷       | ایتالیا                                                                                                 |
| ۵       | هلند |
| ۳       | فرانسه · آلمان                                                                                          |
| ۲       | نروژ · اسلواکی                                                                                          |
| ۱       | اتریش · دانمارک · جمهوری ایرلند · اتحاد جماهیر شوروی · اسپانیا · سوئیس · بریتانیا · ایالات متحده آمریکا |